# Sgùrr a’ Mhadaidh
Der Sgùrr a’ Mhadaidh ist ein als Munro eingestufter, 918 m (3.012 ft) hoher Berg in Schottland. Sein gälischer Name kann in etwa mit Spitze des Fuchses übersetzt werden. Er liegt in der Council Area Highland in den Cuillin Hills auf der Isle of Skye.
Geologisch besteht der Sgùrr a’ Mhadaidh aus Gabbro und Basalt. Er liegt in den Black Cuillin, dem westlichen Teil der Cuillin Hills und ist Teil des Hauptgrats der Black Cuillin. Wie die übrigen Gipfel in diesem Teil der Cuillin Hills weist der Sgùrr a’ Mhadaidh steile und felsige Flanken auf. Er besitzt insgesamt vier Gipfel, von denen nur der Hauptgipfel die für einen Munro nötige Höhe erreicht. Dieser ist auch der einzige, der ohne Klettern erreichbar ist. Die übrigen drei Gipfel liegen östlich des Hauptgipfels und sind zwischen 890 und 896 m hoch. Dem Sgùrr a’ Mhadaidh im Süden direkt benachbart ist der 973 m (3.192 ft) hohe Sgùrr a’ Ghreadaidh, beide Gipfel sind durch den hochgelegenen und schmalen Einschnitt An Dorus verbunden. Vom Hauptgipfel verläuft ein weiterer Grat nach Nordwesten, der im 881 m (2.890 ft) hohen Sgùrr Thuilm endet. Südlich des Grats führt das steile, im oberen Teil als Coire an Dorus bezeichnete Coire a’ Ghreadaidh bis zum An Dorus. Vom östlichsten der vier Gipfel des Sgùrr a’ Mhadaidh senkt sich der Hauptgrat der Cuillin Hills zunächst zum Bealach na Glaic Moire auf etwas unter 800 m Höhe und führt dann über einen längeren Abschnitt mit  diversen kleineren Gipfeln und Felszacken auf unter 900 m Höhe bis zum 958 m (3.143 ft) hohen Bruach na Frìthe. Die Nordseite des Sgùrr a’ Mhadaidh fällt in das eindrucksvolle breite Coire a’ Mhadaidh ab. Dieses breite Kar, dessen Mitte vom markanten, 688 m (2.257 ft) hohen Sgùrr an Fheadain mit seinem vom Gipfel fast senkrecht bis zum Wandfuß führenden, als Waterpipe Gully bezeichneten Kamin beherrscht wird, ist vor allem durch die nordwestlich des Sgùrr a’ Mhadaidh liegenden Fairy Pools bekannt, eine Kette von kleinen Wasserfällen des Allt Coir’ a’ Mhadaidh. Die Südostseite des Sgùrr a’ Mhadaidh überragt das steile Coire an Uaigneis, das Teil des Talschlusses nordwestlich von Loch Coruisk ist.

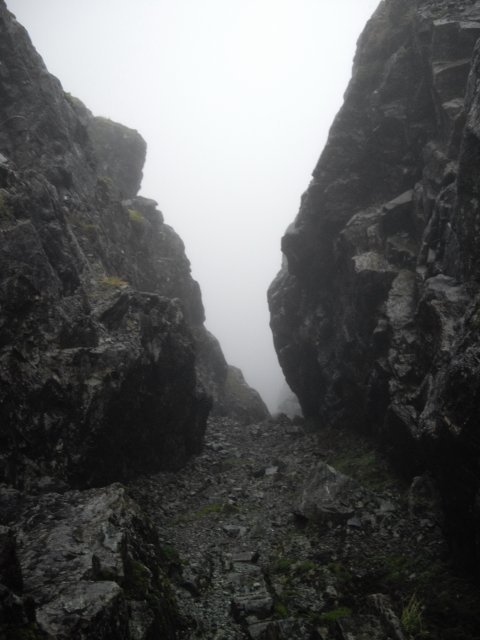
Der Einschnitt des An Dorus
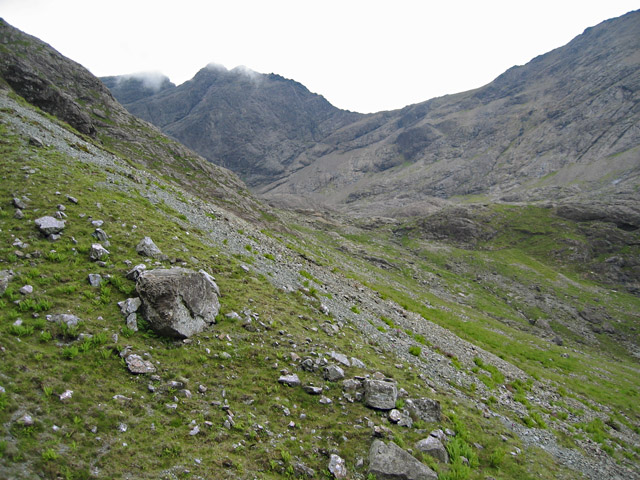
Blick ins Coire a’ Mhadaidh mit dem Sgùrr a’ Mhadaidh
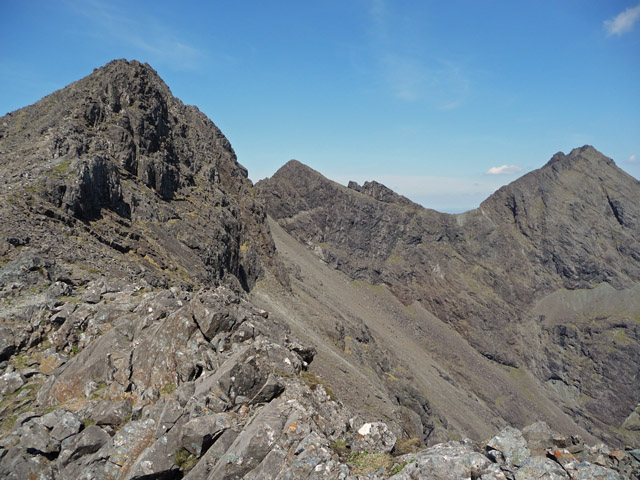
Blick vom Bealach Coire na Banachdich nach Norden zum Sgùrr na Banachdich (links), Sgùrr a’ Ghreadaidh (Mitte) und Sgùrr a’ Mhadaidh (rechts)
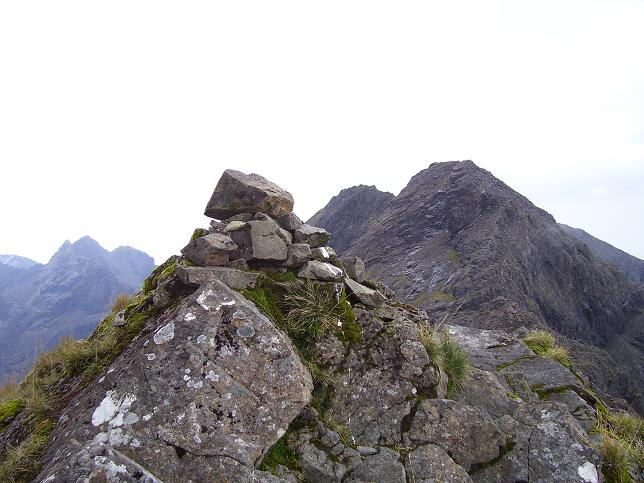
Der Gipfelcairn des Sgùrr a’ Mhadaidh, im Hintergrund der Sgùrr Alasdair (links) und der Sgùrr a’ Ghreadaidh (rechts)

Eine Besteigung des Sgùrr a’ Mhadaidh erfordert Grundkenntnisse im Klettern und ist von allen Seiten eine anspruchsvolle Tour. Viele Munro-Bagger besteigen den Gipfel gemeinsam mit weiteren Munros des nördlichen Teils der Cuillin Hills, meist zusammen mit dem Sgùrr a’ Ghreadaidh. Ausgangspunkt ist in der Regel ein Parkplatz an der Single track road durch das Glen Brittle, westlich der Cuillin Hills. Von dort führt der Anstieg durch das Coire a’ Ghreadaidh, zunächst über grasige Hänge, dann steil über Geröllflächen und Schrofen bis zum Sattel An Dorus. Von dort führt der Grat nach Norden, teils ausgesetzt und Klettertechnik erfordernd, bis zum Hauptgipfel des Sgùrr a’ Mhadaidh. Der in diesem Abschnitt sehr steile und anspruchsvolle Grat kann auch etwas unterhalb aus dem Coire an Dorus kommend umgangen werden. Über den Hauptgrat der Black Cuillin ist der Gipfel auch vom Bruach na Frìthe kommend von Norden erreichbar, allerdings erfordert dieser Abschnitt des Grats deutlich mehr klettertechnische Fähigkeiten.